# La Rochette Volley
Il La Rochette Volley è stata una società pallavolistica femminile francese con sede a La Rochette.

## Storia
La società è stata fondata nel 1960 con il nome di Association Sportive Rochettoise Volley-Ball come sezione della polisportiva dell'Association Sportive Rochettoise. Partecipa quindi a campionati locali e nazionali arrivando a militare in Nationale 1A, massima divisione del campionato francese, che successivamente prenderà prima il nome di Pro A e poi di Ligue A, nella stagione 1995-96. Nella stagione 1999-00, a seguito del terzo posto in campionato, ottiene per la prima volta la qualificazione a una competizione europea, ossia alla Coppa CEV 2000-01: all'inizio dell'annata 2000-01 cambia denominazione in DAM La Rochette Volley-Ball.
All'inizio della stagione 2002-03 cambia nuovamente denominazione in Melun Val de Seine La Rochette Volley-Ball; successivamente arriva alla serie della finale scudetto nel campionato 2003-04 e 2005-06 e alla finale in Coppa di Francia nelle edizioni 2004-05 e 2006-07: tutte queste sfide vengono sempre perse contro il Racing Club de Cannes.
Poco prima dell'inizio della stagione 2009-10 la società cambia ancora una volta il proprio nome, mutandolo in La Rochette Volley: tuttavia a una settimana dell'inizio del campionato e con la squadra già allestita, viene ritirata per problemi economici, cessando ogni tipo di attività.